# جوزيف كاريه
جوزيف كاريه (بالفرنسية: Joseph Carré)‏ هو مهندس معماري ورسام فرنسي، ولد في 17 مارس 1870 في Montmorillon ‏ في فرنسا، وتوفي في 2 مارس 1941.